# Lijst van voetbalinterlands Kameroen - Sao Tomé en Principe
Deze lijst van voetbalinterlands is een overzicht van alle officiële voetbalwedstrijden tussen de nationale teams van Kameroen en Sao Tomé en Principe. De landen speelden tot op heden twee  keer tegen elkaar. De eerste ontmoeting was een kwalificatiewedstrijd voor het African Championship of Nations 2018 in Sao Tomé op 12 augustus 2017. Het laatste duel, de returnwedstrijd in dezelfde kwalificatiereeks, vond plaats op 19 augustus 2017 in Yaoundé.

## Wedstrijden
| № | Plaats   | Datum            | Competitie                                        | Wedstrijd                       | Uitslag |
| - | -------- | ---------------- | ------------------------------------------------- | ------------------------------- | ------- |
| 1 | Sao Tomé | 12 augustus 2017 | African Championship of Nations 2018 kwalificatie | Sao Tomé en Principe − Kameroen | 0 − 2   |
| 2 | Yaoundé  | 19 augustus 2017 | African Championship of Nations 2018 kwalificatie | Kameroen − Sao Tomé en Principe | 2 − 0   |

## Samenvatting
| Competitie                                   | Totaal gespeeld | Winst Kameroen | Gelijk | Winst Sao Tomé en Principe | Doelsaldo Kameroen – Sao Tomé en Principe |
| -------------------------------------------- | --------------- | -------------- | ------ | -------------------------- | ----------------------------------------- |
| African Championship of Nations-kwalificatie | 2               | 2              | 0      | 0                          | 4 − 0                                     |
| Totaal                                       | 2               | 2              | 0      | 0                          | 4 − 0                                     |

FCF · A-internationals · Selecties · Bondscoaches · Statistieken · Kameroens vrouwenelftal · Kameroen U21 · Kameroen U20 · Kameroen U19 · Kameroen U18 · Kameroen U17
1960 – 1969 · 
1970 – 1979 · 
1980 – 1989 · 
1990 – 1999 · 
2000 – 2009 · 
2010 – 2019 ·
2020 − 2029
CC 2001 · 
CC 2003
WK 1982 · 
WK 1990 · 
WK 1994 · 
WK 1998 · 
WK 2002 · 
WK 2010 · 
WK 2014 ·
WK 2022
OS 1984 · 
OS 2000 · 
OS 2008
1961 · 
1960 · 
1961 · 
1962 · 
1963 · 
1964 · 
1965 · 
1966 · 
1967 · 
1968 · 
1969 · 
1970 · 
1971 · 
1972 · 
1973 · 
1974 · 
1975 · 
1976 · 
1977 · 
1978 · 
1979 · 
1980 · 
1981 · 
1982 · 
1983 · 
1984 · 
1985 · 
1986 · 
1987 · 
1988 · 
1989 · 
1990 · 
1991 · 
1992 · 
1993 · 
1994 · 
1995 · 
1996 · 
1997 · 
1998 · 
1999 · 
2000 · 
2001 · 
2002 · 
2003 · 
2004 · 
2005 · 
2006 · 
2007 · 
2008 · 
2009 · 
2010 · 
2011 · 
2012 · 
2013 ·
2014 ·
2015 ·
2016 ·
2017 ·
2018 ·
2019 ·
2020 ·
2021 ·
2022
Albanië ·
Algerije ·
Angola ·
Argentinië ·
Australië ·
Benin ·
Bolivia ·
Brazilië ·
Bulgarije ·
Burkina Faso ·
Burundi ·
Canada ·
Centraal-Afrikaanse Republiek ·
Chili ·
Colombia ·
Comoren ·
Congo-Brazzaville ·
Congo-Kinshasa ·
Costa Rica ·
Cuba ·
Denemarken ·
Duitsland ·
Egypte ·
Engeland ·
Equatoriaal-Guinea ·
Eritrea ·
Ethiopië ·
Finland ·
Frankrijk ·
Gabon ·
Gambia ·
Georgië ·
Ghana ·
Griekenland ·
Guinee ·
Guinee-Bissau ·
Ierland ·
India ·
Indonesië ·
Iran ·
Italië ·
Ivoorkust ·
Jamaica ·
Japan ·
Kaapverdië ·
Kenia ·
Koeweit ·
Kroatië ·
Lesotho ·
Liberia ·
Libië ·
Luxemburg ·
Madagaskar ·
Malawi ·
Mali ·
Marokko ·
Mauritanië ·
Mauritius ·
Mexico ·
Moldavië · 
Mozambique ·
Namibië ·
Nederland ·
Niger ·
Nigeria ·
Noord-Macedonië ·
Noorwegen ·
Oeganda ·
Oekraïne ·
Oezbekistan ·
Oostenrijk ·
Panama ·
Paraguay ·
Peru ·
Polen ·
Portugal ·
Roemenië ·
Rusland ·
Rwanda ·
Saoedi-Arabië ·
Sao Tomé en Principe ·
Senegal ·
Servië ·
Sierra Leone ·
Slowakije ·
Soedan ·
Somalië ·
Sovjet-Unie ·
Swaziland ·
Tanzania ·
Thailand · 
Togo ·
Tsjaad ·
Tunesië ·
Turkije ·
Verenigde Staten ·
Zambia ·
Zimbabwe ·
Zuid-Afrika ·
Zuid-Korea ·
Zuid-Soedan ·
Zweden ·
Zwitserland
Brazilië (2014) · 
Brazilië (2022) · 
Denemarken (2010) · 
Egypte (2017) ·
Frankrijk (2003) · 
Italië (1982) · 
Japan (2010) · 
Kroatië (2014) · 
Mexico (2014) ·
Nederland (2010) · 
Peru (1982) · 
Polen (1982) · 
Servië (2022)
FSF · 
Santomees vrouwenelftal
Interlands
Tegenstander:
Angola ·
Benin ·
Centraal-Afrikaanse Republiek ·
Congo-Brazzaville ·
Equatoriaal-Guinea ·
Ethiopië ·
Gabon ·
Ghana ·
Guinee-Bissau ·
Kaapverdië ·
Kameroen ·
Lesotho ·
Liberia ·
Libië ·
Madagaskar ·
Malawi ·
Marokko ·
Mauritius ·
Namibië ·
Nigeria ·
Oeganda ·
Sierra Leone ·
Soedan ·
Togo ·
Tsjaad ·
Tunesië ·
Zuid-Afrika ·
Zuid-Soedan